# Gaj (Brežice, Slovenija)
Gaj je naselje u Općini Brežice u istočnoj Sloveniji. Gaj se nalazi u pokrajini Dolenjskoj i statističkoj regiji Donjoposavskoj. 

## Stanovništvo
Prema popisu stanovništva iz 2002. godine Gaj je imao 32 stanovnika.

### Etnički sastav
1991. godina:
- Slovenci: 44 (95,7%)
- Hrvati: 2 (4,3%)

## Vanjske poveznice
- Satelitska snimka naselja  Arhivirana inačica izvorne stranice od 29. srpnja 2017. (Wayback Machine)